# Даниель-Ропс, Анри
Анри Даниель-Ропс (фр. Henri Daniel-Rops; настоящие имя и фамилия Анри Жюль Шарль Петьо, фр. Henri Jules Charles Petiot; 19 января 1901, Эпиналь, департамента Вогезы — 27 июля 1965, Трессерв, департамента Савойя) — французский историк церкви, католический писатель, эссеист, член Французской академии (с 1955). Как в научном, так и в художественном творчестве исходил из идей христианского гуманизма.

## Биография
Сын артиллерийского офицера. Изучал филологию и право в университете Гренобля. С 1922 до 1946 года преподавал историю в лицеях Шамбери, Амьена и Нёйи-сюр-Сен.
В 1932 году присоединился к движению «Nouveau Ordre» (Новый порядок), которое имело целью объединить молодежь католического, православного и протестантского вероисповеданий для противостояния «капиталистическому беспорядку» и тоталитарным теориям организации общества. В 1934 году написал манифест «Нового порядка». Помогал в издании журнала «Ordre nouveau» («Новый порядок»), был его редактором.
С 1949 года он был главным редактором журнала «Ecclesia» («Церковь») и серии сборников «Textes pour l’histoire sacrée» (Тексты по Священной истории). Российскому читателю Даниель-Ропс известен благодаря переводу «Общего введения в Священное Писание» (Библия. Брюссель, 1973, 19882. С. 3-17).
В 1955 году стал членом Французской академии.
По результатам пожизненного творчества ему в 1946 была присуждена Большая литературная премия Французской академии.

## Научная и творческая деятельность
С 1920-х годов занялся литературной деятельностью, взяв псевдоним Даниель-Ропс по имени одного из героев своих рассказов. В 1926 вышел первый сборник его эссе «Notre inquiétude» («Наше беспокойство»), где автор выразил метафизическое беспокойство, характерное для французской интеллигенции в годы после Первой мировой войны, и сформулировал основную идею своих романов: «Только верующие обретают истинное счастье» (роман «L’âme obscure» («Темная душа», 1929) и др.
В 1934 году им был опубликован роман «Mort, où est ta victoire?» («Смерть, где твоя победа?»), впоследствии экранизированный и принесший автору известность как христианскому писателю.
В вышедших в 1937 году сборниках эссе «Tournant de la France» («Поворот Франции») и «Ce qui meurt et ce qui naît» («То, что умирает, и то, что рождается»), размышляя о причинах кризиса современной цивилизации, автор писал, что в столкновении двух концепций бытия — христианства и антихристианства — победила последняя, в результате чего стали развиваться человеческое самообожествление и культ земной, материальной жизни. Даниель-Ропс проводил идею, что только христианство может спасти современную цивилизацию от гибели.
В 1939 году в романе «L'Épée de feu» («Огненный меч») автор утверждал, что в исторической перспективе страдания людей лишь тогда имеют смысл, когда человек принимает христианское благовестие.
В 1941 году получил предложение от издательства «Fayard» написать для серии «Великие исторические исследования» (Grandes Études historiques) книгу «Le Peuple de la Bible» («Библейский народ»), которая стала первым его сочинением по Священной истории. 26 июня 1942 года архиепископ Парижский дал разрешение на издание этого произведения (imprimatur), подчеркнув тем самым его соответствие учению Римско-католической Церкви. 1 июля 1943 книга вышла из печати. 20 июля гестапо, контролировавшее издательскую деятельность в оккупированной Франции, конфисковало весь тираж и запретило его произведение.
В 1944 автор закончил книгу «Jésus en son Temps» («Иисус и Его время»), которая вышла в 1945 году и принесла автору мировую известность, была переведена на 17 языков. Позже Даниель-Ропс приступил к написанию многотомной истории католической Церкви «Histoire de l'Église du Christ» («История Церкви Христа», 1948—1965), а также ряда книг на церковную тематику, предназначенных для детской и юношеской аудитории.
Его «Orphiques» («Орфические песни», 1949) выдержаны в духе гимнов.

## Избранные произведения
Автор книг по истории христианской религии:
- Notre Inquiétude (1926)
- L'âme obscure (1929)
- Mort, où est ta victoire ? (1934)
- L'épée de feu (1939)
- «Народ Библии» («Le peuple de a Bible», 1943)
- «Иисус и его время» («Jésus et son temps», 1945)
- La nuit du cœur flambant (1947)
- «Церковь апостолов и мучеников» («L’église des apôtres et des martyrs», 1948)
- Histoire sainte (1954)
- Qu’est-ce que la Bible ? (1955)
- La vie quotidienne en Palestine au temps de Jésus (1961)
- L’Eglise de la Renaissance et de la Reforme
- Histoire de l’Église du Christ. VIII, L’Église des révolutions 3 : Ces Chrétiens nos frères (1965).

Наиболее известны критические работы Даниеля-Ропса: книги о Ш. Пеги (1933), «Рембо, духовная драма» («Rimbaud, le drame spirituel», 1936), «Паскаль и наше сердце» («Pascal et notre cœur», 1948).